# Андрусяк Григорій Якович
Григо́рій Я́кович Андруся́к (1815, Голобутів — 17 грудня 1877, Голобутів, Стрийський повіт, Королівство Галичини та Володимирії, Австро-Угорщина) — селянин, громадський діяч, посол Австрійського парламенту (1848—1849).

## Життєпис
Народився 1815 року. Одружився з Меланією Гаврилів у 1835 році, 1 донька. Був хліборобом і сільським суддею.
В 1848 р. обраний до Австрійського парламенту від округу Сколе.